# When We Were Young (Dolores O'Riordan)
When We Were Young è un singolo della cantante irlandese Dolores O'Riordan, pubblicato nel 2007 come secondo estratto dal primo album in studio Are You Listening?.

## Descrizione
Il brano, secondo estratto dall'album d'esordio solista di Dolores O'Riordan, costituisce la seconda traccia del disco. Il singolo è stato pubblicato negli Stati Uniti e in Irlanda dalla Sequel Records, e distribuito nel resto d'Europa dalla Sanctuary Records.

## Video musicale
Il videoclip è stato diretto da Olivier Dahan, già direttore di altri video dei The Cranberries, band della O'Riordan, tra cui: Animal Instinct, Salvation, Promises e This is The Day, mentre è stato prodotto dalla compagnia francese "U-man Films", già produttrice del video di Zombie, canzone del gruppo.

## Tracce
Promo CD Single
1. When We Were Young – 3:20

## Classifiche
| Classifica (2007) | Posizione massima |
| ----------------- | ----------------- |
| Ucraina           | 70                |